# Chapuyil
Chapuyil är en ort i Mexiko.   Den ligger i kommunen Chilón och delstaten Chiapas, i den sydöstra delen av landet, 800 km öster om huvudstaden Mexico City. Chapuyil ligger 672 meter över havet och antalet invånare är 128.
Terrängen runt Chapuyil är huvudsakligen kuperad, men västerut är den bergig. Runt Chapuyil är det ganska tätbefolkat, med 54 invånare per kvadratkilometer. Närmaste större samhälle är Xaxajatic, 4,9 km väster om Chapuyil. I omgivningarna runt Chapuyil växer i huvudsak städsegrön lövskog.